# Ґулістан (футбольний клуб)
Професіональний футбольний клуб «Ґулістан» або просто «Ґулістан» (узб. «Guliston» professional futbol klubi) — професіональний узбецький футбольний клуб з міста Ґулістан у Сирдар'їнській області.

## Колишні назви
- 1969—1991 — «Пахтачі»
- 1991 — «Ґулістончі»
- 1992—1993 — «Шифокор»
- 1994—2001 — ФК «Ґулістан»
- 2001—2008 — «Сирдар'я»
- з 2009 року — ФК «Ґулістан»

## Історія
Футбольний клуб «Пахтачі» було засновано в Ґулістані в 1962 році. У 1969 році команда дебютувала в класі «B» середньо-азійської групи Чемпіонату СРСР. У 1981 році команда посіла 11-те місце в другому дивізіоні, 6-ій зоні, але в наступному сезоні клуб більше не брав участі в професійних змаганнях. Допоки в 1991 році, під назвою «Ґулістончі» (Ґулістан) знову не повернувся у професійні змагання, де він посів 21-ше місце (з 26 команд) у 9 зоні Другої нижчої ліги СРСР з футболу.
У 1992 році клуб змінив назву на «Шифокор» (Ґулістан) та дебютував у Першій лізі Чемпіонату Узбекистану. Клуб посів перше місце і вийшов до Вищої ліги Чемпіонату Узбекистану, де він грав протягом наступних двох сезонів. У 1994 році він змінив свою назву на ФК «Ґулістан», але зайняв останнє 16-те місце і вилетів до Першої ліги. У 1999 році клуб навіть виступав у Другій лізі Чемпіонату Узбекистану.
Для того, щоб повернутися до Вищої ліги перед початком сезону 2000 року клуб злився з ФК «Янгиєр», який мав фінансові проблеми, і зайняв його місце у Вищій лізі. Проте, це злиття також не допомогло зберегти ФК «Ґулістан» у Вищій лізі, оскільки клуб посів лише 18-те місце (з 20 команд-учасниць) і вилетів до Першої ліги. У 2001 році назва клубу була змінена на «Сирдар'я» (Ґулістан), а в 2002 році клуб виграв Першу лігу і повернувся до Вищої ліги. Повернення було невдалим, так як клуб посів останнє 16-те місце і повернувся до Першої ліги. У 2007—2009 роках, протягом 3 сезонів клуб знову грав у Другій лізі. У 2008 році команда повернула собі колишню назву.
По завершенню сезону 2011 року ФК «Ґулістан» вийшов до Першої ліги. В 2012 році команда не змогла вийти до Вищої ліги через фінансові проблеми, а їх місце зайняв Кизилкум (Зарафшан). 19 грудня 2011 року Олександр Мочинов був представлений як головний тренер клубу.
За підсумками сезону 2012 року в Першій лізі ФК «Ґулістан» посів друге місце та знову отримав можливість виступати у Вищій лізі. Сезон 2013 року у Вищій лізі клуб добре почав, але в підсумку посів 13-те місце та знову вилетів до Першої ліги. В грудні 2013 року головний тренер клубу Бахтияр Ашурматов покинув клуб.

## Досягнення
- Перша ліга Чемпіонату Узбекистану
  -  Чемпіон (2): 1992, 2002
  -  Срібний призер (2): 2011, 2012

## Статистика виступів у національних чемпіонатах
| Сезон | Див.   | Міс. | Іг. | В  | Н  | П  | ЗМ | ПМ  | О  | Кубок | Найкращий бомбардир (ліги)                  |
| ----- | ------ | ---- | --- | -- | -- | -- | -- | --- | -- | ----- | ------------------------------------------- |
| 1992  | 1 ліга | 1    | 30  | 21 | 5  | 4  | 72 | 24  | 47 | Р16   |                                             |
| 1993  | УзЧ    | 14   | 30  | 8  | 3  | 19 | 37 | 76  | 19 | R32   | Ринат Сайфутдінов – 6 Василь Севастянов – 5 |
| 1994  | УзЧ    | 16   | 30  | 6  | 2  | 22 | 16 | 64  | 14 | Р32   |                                             |
| 1995  | 1 ліга | 21   | 26  | 9  | 10 | 7  | 37 | 30  | 37 | Р32   |                                             |
| 1996  | 1 ліга | 15   | 52  | 20 | 11 | 21 | 87 | 77  | 71 | ФР*   |                                             |
| 1997  | 1 ліга | 9    | 42  | 20 | 3  | 19 | 80 | 37  | 63 | Р32   |                                             |
| 1998  | 1 ліга | 20   | 38  | 4  | 2  | 32 | 30 | 118 | 14 | ПОП   |                                             |
| 1999  | 2 ліга |      |     |    |    |    |    |     |    |       |                                             |
| 2000  | УзЧ    | 18   | 38  | 8  | 7  | 23 | 39 | 70  | 31 | -     |                                             |
| 2001  | 1 ліга | 4    | 32  | 19 | 5  | 8  | 47 | 23  | 62 | -     |                                             |
| 2002  | 1 ліга | 1    | 22  | 24 | 4  | 4  | 68 | 22  | 76 | Р32   |                                             |
| 2003  | УзЧ    | 16   | 30  | 6  | 3  | 21 | 22 | 65  | 21 | ГС    |                                             |
| 2004  | 1 ліга | 4    | 40  | 22 | 9  | 9  | 82 | 46  | 75 | Р16   |                                             |
| 2005  | 1 ліга | 15   | 34  | 10 | 4  | 20 | 50 | 56  | 34 | ГС    | Акмал Суяров – 15                           |
| 2006  | 1 ліга | 20   | 38  | 6  | 3  | 29 | 36 | 99  | 15 | Р32   | Журабек Дусматов – 7                        |
| 2007  | 2 ліга |      |     |    |    |    |    |     |    |       |                                             |
| 2008  | 2 ліга |      |     |    |    |    |    |     |    |       |                                             |
| 2009  | 2 ліга | 1    | 4   | 4  | 0  | 0  | 16 | 1   | 12 | -     |                                             |
| 2010  | 1 ліга | 3    | 30  | 18 | 3  | 9  | 59 | 31  | 57 | ПР    |                                             |
| 2011  | 1 ліга | 2    | 30  | 19 | 8  | 3  | 56 | 21  | 65 | Р16   |                                             |
| 2012  | 1 ліга | 2    | 30  | 20 | 5  | 5  | 69 | 41  | 65 | Р16   |                                             |
| 2013  | УзЧ    | 13   | 26  | 6  | 2  | 18 | 28 | 62  | 20 | 1/4   | Муїддін Мамазулунов – 10                    |
| 2014  | 1 ліга |      |     |    |    |    |    |     |    |       |                                             |

## Відомі гравці
- / Фархат Магометов
- Ібрагім Рахімов
- Олександр Саюн
- Алішер Туйчиєв

## Тренери
…
- 1979:  Володимир Десятчиков

…
- 1991—1993: / Різа Малаєв

…
- 200?–20??:  Мурад Атаджанов
- 2011:  Олександр Лушин
- 2011:  Олександр Мочинов
- 2012:  Зохід Нурматов
- 2012—2013:  Бахтияр Ашурматов